# Monument (cyklistika)
Monument je společné označení pěti nejvýznamnějších jednodenních cyklistických klasických závodů, a sice Milán – San Remo, Kolem Flander, Paříž–Roubaix, Lutych–Bastogne–Lutych a Il Lombardia, za šestý monument bývá někdy považována také klasika Strade Bianche. Délka závodů se pohybuje v rozmezí 240, až 300 km.
Každý z monumentů má dlouhou historii a vlastní specifické vlastnosti. V současnosti to jsou jednodenní závody, ve kterých lze získat nejvíce bodů v UCI World Tour a jediné závody 3. kategorie UCI, hned za závody Grand Tour; Tour de France (1. kategorie) a Giro d'Italia a Vuelta a España (obě 2. kategorie).
Eddy Merckx je s 19 celkovými výhrami, co se týče monumentů zdaleka nejúspěšnějším jezdcem. Je jediným cyklistou v historii, který vyhrál tři monumenty v jedné sezóně, čehož dosáhl v letech 1969, 1971, 1972 a 1975.

## Monumenty
Mezi 5 monumentů se řadí:

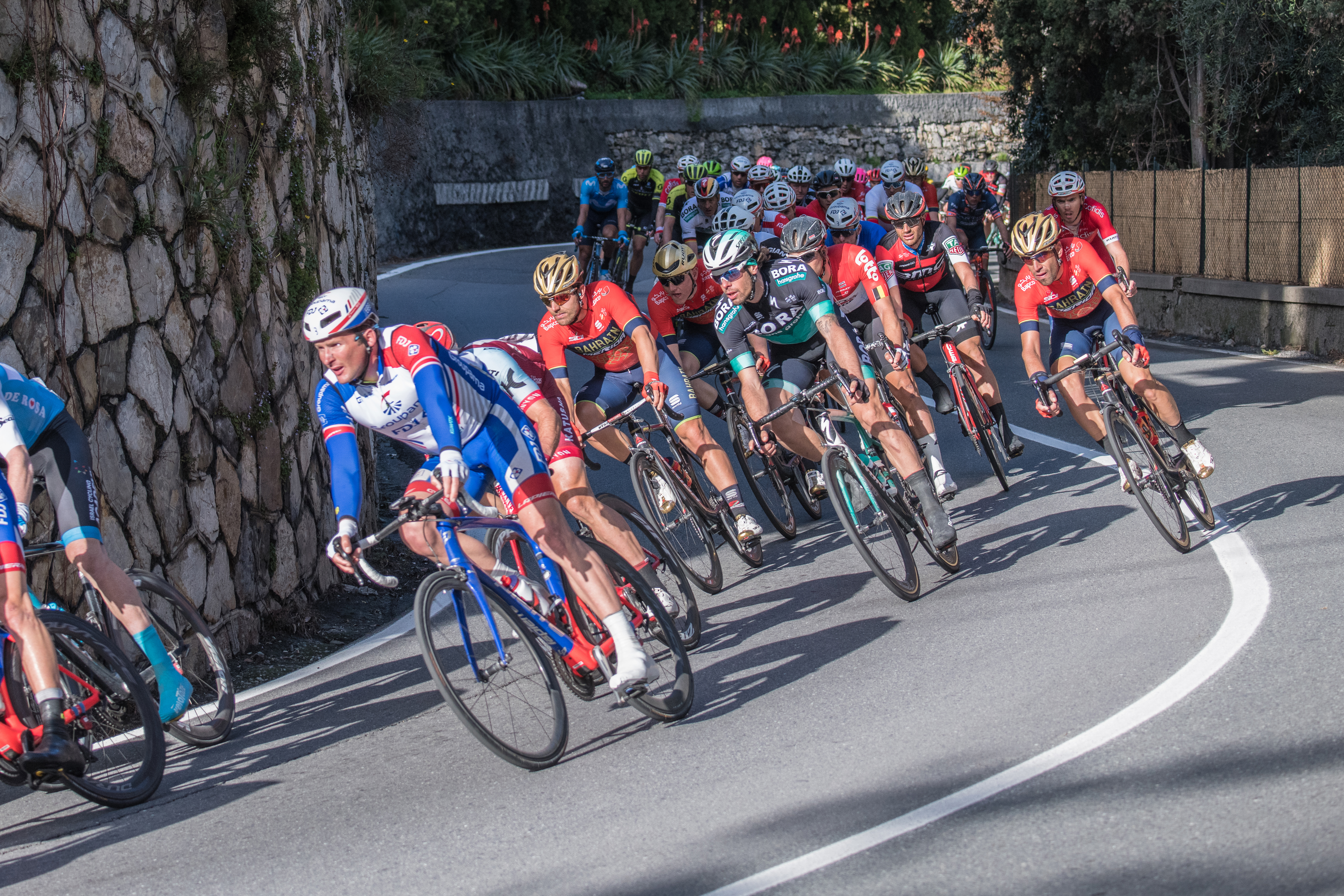
Milan San Remo 2018

Milán–San Remo – první velká klasika roku, její italský název je La Primavera (jaro), protože se koná koncem března, neboli „La Classicissima“. Tento závod je obzvláště dlouhý (cca 300 km), i když většinou rovinatý podél pobřeží Ligurského moře, což umožňuje soutěžit sprinterům, ale pokusit se vyhrát Milán-San Remo může téměř každý typ cyklisty.

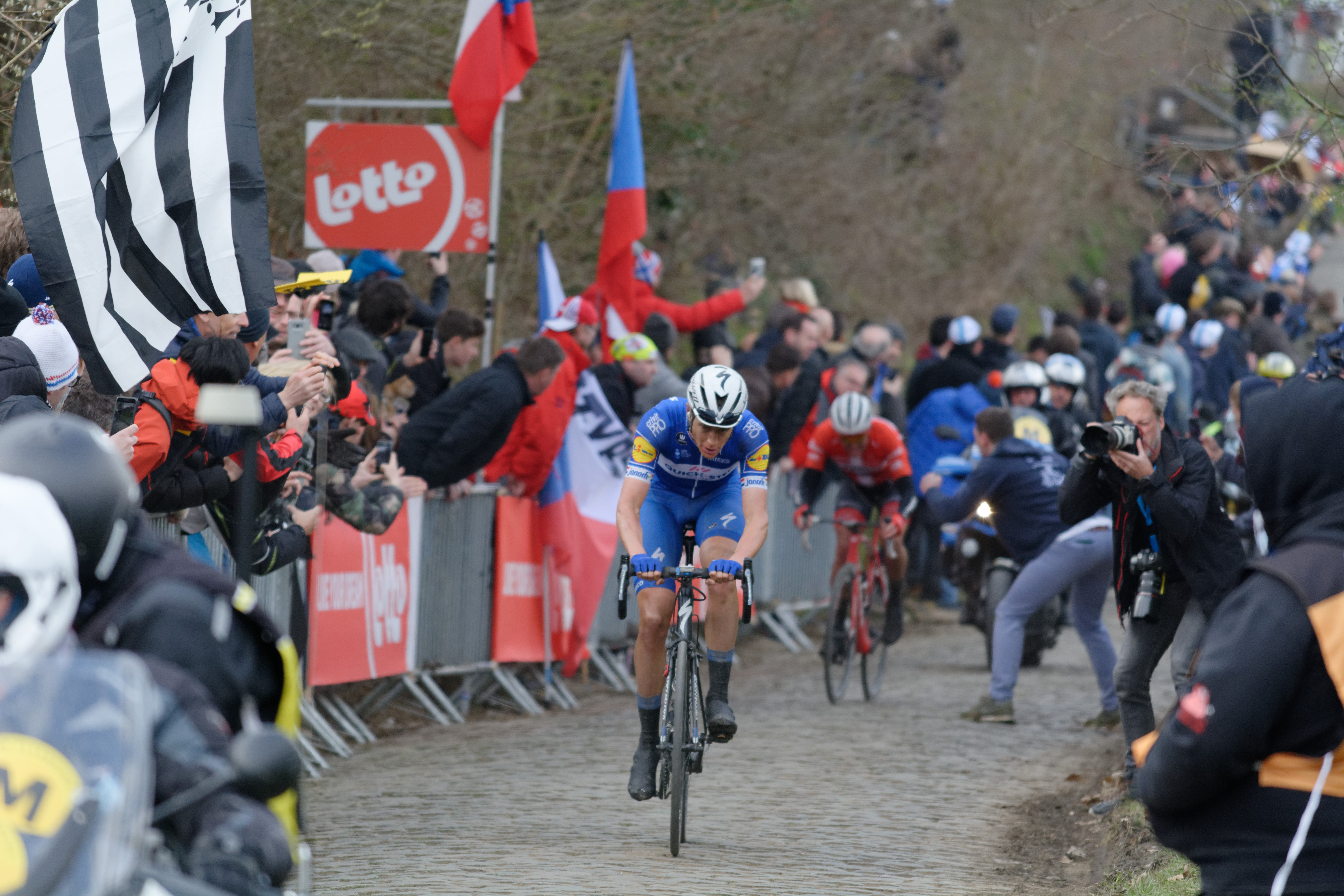
Tour od Flanders 2018

Kolem Flander – Ronde van Vlaanderen v nizozemštině, první z dlážděných klasik, se závodí každou první neděli v dubnu. Poprvé se konala v roce 1913, čímž se stala nejmladší z pěti monumentů. Trasa, známá úzkými krátkými kopci (hellingen) ve vlámských Ardenách, obvykle strmými a dlážděnými, nutí ty nejlepší jezdce neustále bojovat o místo vpředu. Trať se každým rokem mírně mění: od roku 2017 závod startuje v Antverpách a od roku 2012 končí v Oudenaarde.

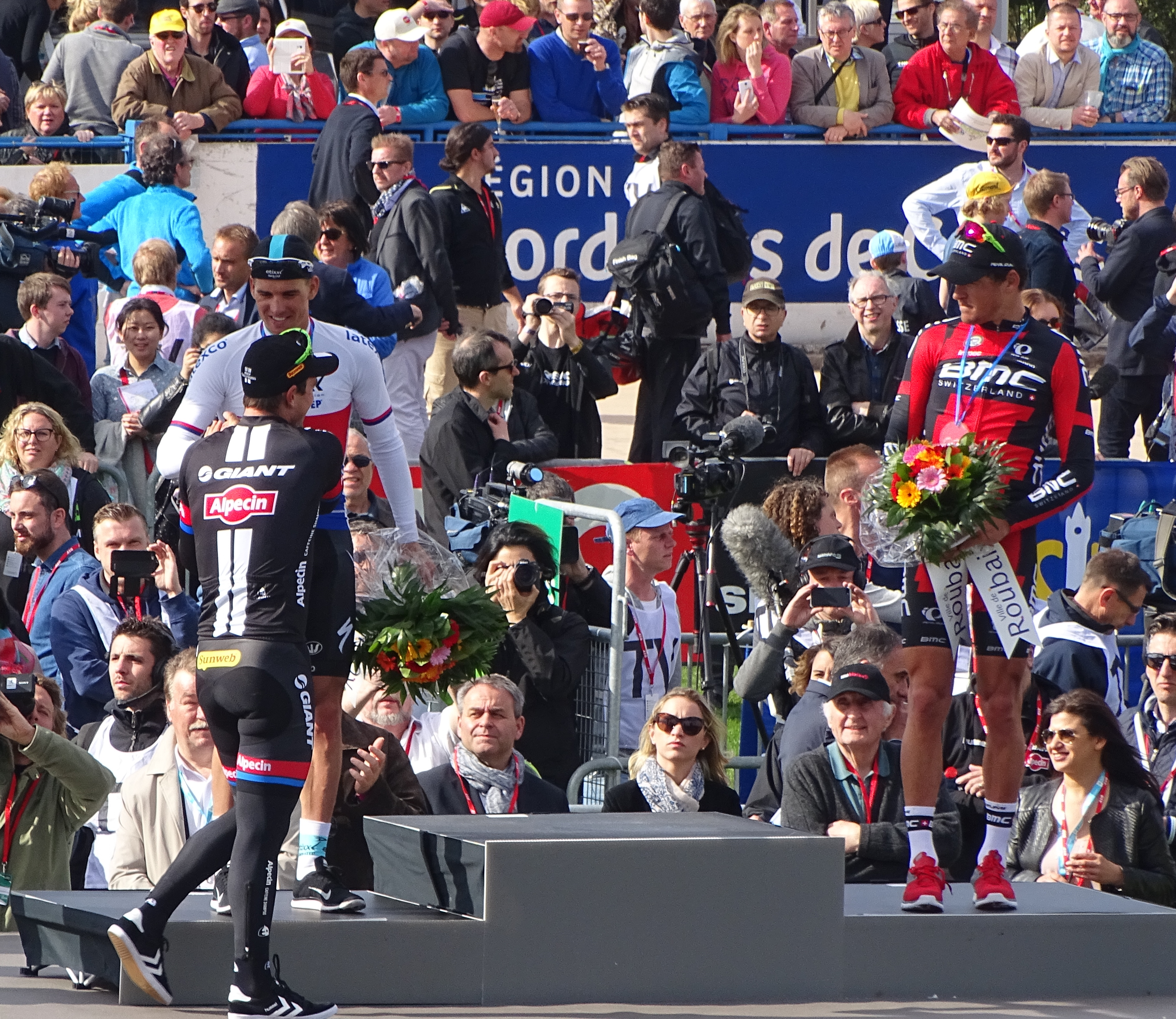
Paris-Roubaix 2015

Paříž–Roubaix – ,,Královna klasik’’ neboli l'Enfer du Nord („Peklo severu“) se závodí tradičně týden po Tour of Flanders a je posledním ze závodů na dlažební kostkách. Poprvé byl organizován v roce 1896. Jeho rozhodujícími místy jsou dlouhé úseky (silnice z dlažebních kostek), které z něj činí nejnepříjemnější jednodenní závod. Mnohými je považována za nejhrdinštější jednodenní cyklistickou akci roku. Závod končí na ikonickém velodromu Roubaix. Na konci závodu jsou jezdci obvykle pokryti špínou a blátem, což je považováno za jeden z nejbrutálnějších testů psychické a fyzické odolnosti v celé cyklistice.

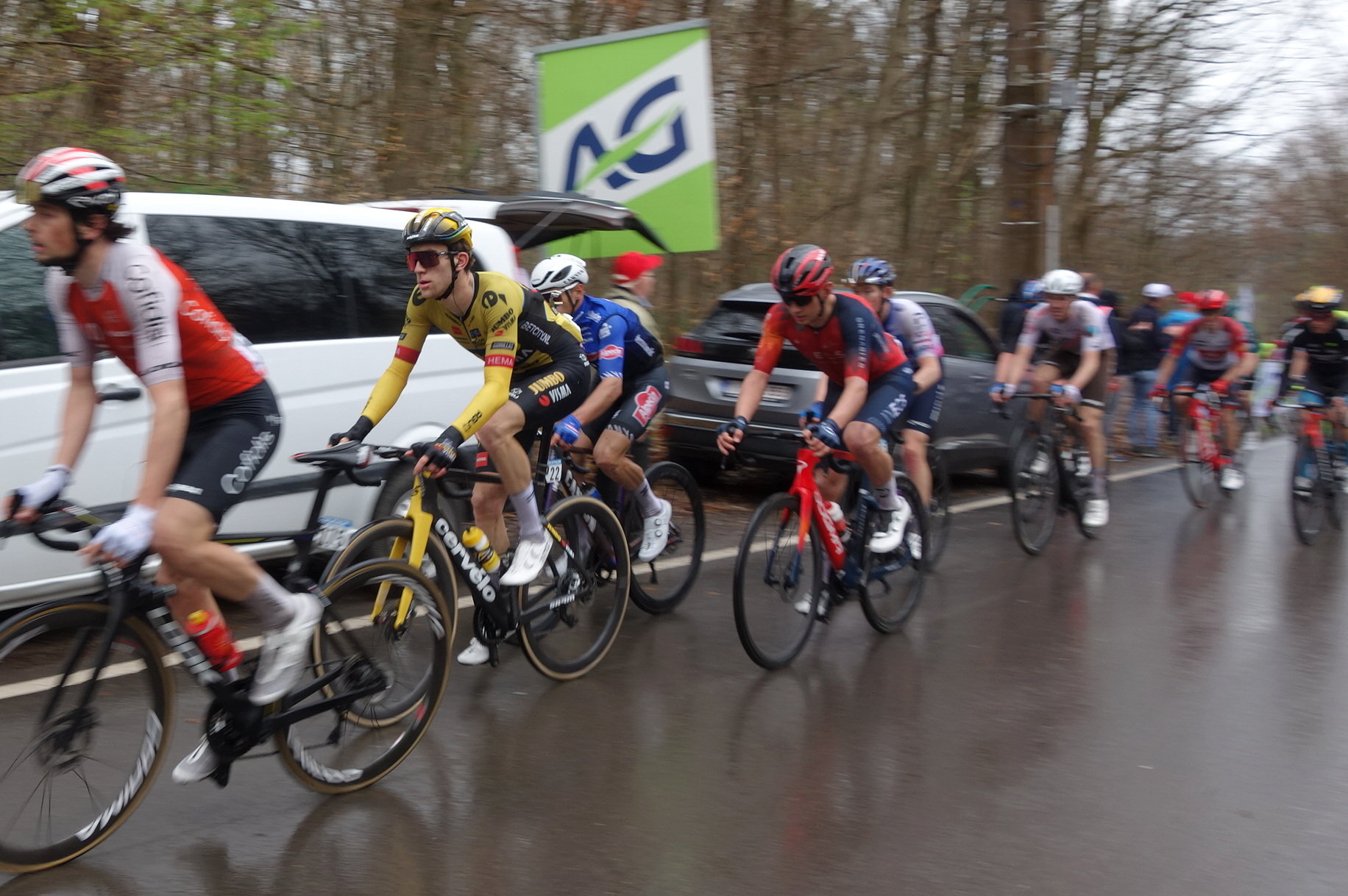

Lutych–Bastogne–Lutych – je nejstarší klasika pořádaná každoročně koncem dubna, je poslední z ardenských klasik a obvykle poslední z jarních závodů. Poprvé byla organizována v roce 1892 jako závod amatérů; profesionální vydání následovalo v roce 1894. Je to dlouhý a namáhavý závod, který se vyznačuje mnoha ostrými kopci v Ardenách a dojezdem do kopce na průmyslovém předměstí Lutychu, který upřednostňuje vrchaře a dokonce i specialisty na Grand Tour.

logo závodu Il Lombardia

Il Lombardia – Podzimní klasika neboli ,,Závod padajícího listí’’ se koná každoročně v říjnu nebo koncem září. Původně byla organizována jako Miláno–Milano v roce 1905, v roce 1907 se jmenovala Giro di Lombardia a v roce 2012 Il Lombardia. Je pozoruhodná svou kopcovitou a rozmanitou trasou kolem jezera Como. Často ji vyhrávají vrchaři se silným sprintem, nejtěžší kopce jsou zejména u jezera Coma nebo Bergama, jako je Madonna del Ghisallo, Civiglio nebo Valcava.

## Statistiky

### Jezdci s nejvíce vyhranými monumenty

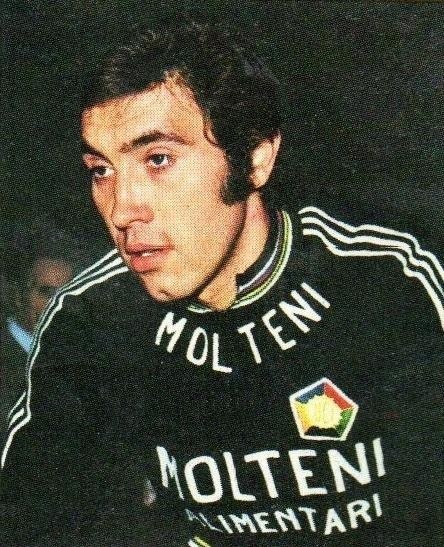
Eddy Merckx v roce 1974

Pouze třem jezdcům se povedlo během své kariéry ovládnout všech pět monumentů a to Rik Van Looy, Eddy Merckx a Roger De Vlaeminck.
Nizozemský jezdec Hennie Kuiper vyhrál každý monument kromě Lutych–Bastogne–Lutych, ve kterém v roce 1980 skončil druhý. Francouz Louison Bobet také vyhrál všechny čtyři kromě Liège–Bastogne–Lutych. Belgický jezdec Fred De Bruyne se také přiblížil ovládnutí všech pět monumentů, když v roce 1955 skončil na Giro di Lombardia druhý a během své kariéry vyhrál další čtyři závody. Germain Deryckealso vyhrál čtyři, všechny kromě Giro di Lombardia. Philippe Gilbert je posledním jezdcem, který vyhrál čtyři různé monumenty, všechny kromě Milán–San Remo, kde skončil dvakrát třetí.
Eddy Merckx také drží rekord v počtu vítězství jednoho monumentu a to Milán-San Remo, které vyhrál sedmkrát.
| Pořadí | Jméno                | První výhra | Poslední výhra | M–S | ToF | P–R | L–B–L | GdL | Celkově |
| ------ | -------------------- | ----------- | -------------- | --- | --- | --- | ----- | --- | ------- |
| 1      | Eddy Merckx          | 1966        | 1976           | 7   | 2   | 3   | 5     | 2   | 19      |
| 2      | Roger De Vlaeminck   | 1970        | 1979           | 3   | 1   | 4   | 1     | 2   | 11      |
| 3      | Costante Girardengo  | 1918        | 1928           | 6   |     |     |       | 3   | 9       |
| 3      | Fausto Coppi         | 1946        | 1954           | 3   |     | 1   |       | 5   | 9       |
| 3      | Sean Kelly           | 1983        | 1992           | 2   |     | 2   | 2     | 3   | 9       |
| 3      | Tadej Pogačar        | 2021        | 2025           |     | 2   |     | 3     | 4   | 9       |
| 7      | Rik Van Looy         | 1958        | 1965           | 1   | 2   | 3   | 1     | 1   | 8       |
| 8      | Gino Bartali         | 1939        | 1950           | 4   |     |     |       | 3   | 7       |
| 8      | Tom Boonen           | 2005        | 2012           |     | 3   | 4   |       |     | 7       |
| 8      | Fabian Cancellara    | 2006        | 2014           | 1   | 3   | 3   |       |     | 7       |
| 8      | Mathieu van der Poel | 2020        | 2025           | 2   | 3   | 2   |       |     | 6       |
| 12     | Henri Pélissier      | 1911        | 1921           | 1   |     | 2   |       | 3   | 6       |
| 12     | Alfredo Binda        | 1925        | 1931           | 2   |     |     |       | 4   | 6       |
| 12     | Fred De Bruyne       | 1956        | 1959           | 1   | 1   | 1   | 3     |     | 6       |
| 12     | Francesco Moser      | 1975        | 1984           | 1   |     | 3   |       | 2   | 6       |
| 12     | Moreno Argentin      | 1985        | 1991           |     | 1   |     | 4     | 1   | 6       |
| 12     | Johan Museeuw        | 1993        | 2002           |     | 3   | 3   |       |     | 6       |
| 18     | Gaetano Belloni      | 1915        | 1928           | 2   |     |     |       | 3   | 5       |
| 18     | Rik Van Steenbergen  | 1944        | 1954           | 1   | 2   | 2   |       |     | 5       |
| 18     | Bernard Hinault      | 1977        | 1984           |     |     | 1   | 2     | 2   | 5       |
| 18     | Michele Bartoli      | 1996        | 2003           |     | 1   |     | 2     | 2   | 5       |
| 18     | Paolo Bettini        | 2000        | 2006           | 1   |     |     | 2     | 2   | 5       |
| 18     | Philippe Gilbert     | 2009        | 2019           |     | 1   | 1   | 1     | 2   | 5       |
| 24     | Gaston Rebry         | 1931        | 1935           |     | 1   | 3   |       |     | 4       |
| 24     | Alfons Schepers      | 1929        | 1935           |     | 1   |     | 3     |     | 4       |
| 24     | Louison Bobet        | 1951        | 1956           | 1   | 1   | 1   |       | 1   | 4       |
| 24     | Germain Derycke      | 1953        | 1958           | 1   | 1   | 1   | 1     |     | 4       |
| 24     | Felice Gimondi       | 1966        | 1974           | 1   |     | 1   |       | 2   | 4       |
| 24     | Walter Godefroot     | 1967        | 1978           |     | 2   | 1   | 1     |     | 4       |
| 24     | Hennie Kuiper        | 1981        | 1985           | 1   | 1   | 1   |       | 1   | 4       |
| 24     | Jan Raas             | 1977        | 1983           | 1   | 2   | 1   |       |     | 4       |
| 24     | Erik Zabel           | 1997        | 2001           | 4   |     |     |       |     | 4       |
| 24     | Alejandro Valverde   | 2006        | 2017           |     |     |     | 4     |     | 4       |
| 35     | Léon Houa            | 1892        | 1894           |     |     |     | 3     |     | 3       |
| 35     | Octave Lapize        | 1909        | 1911           |     |     | 3   |       |     | 3       |
| 35     | René Vermandel       | 1921        | 1924           |     | 1   |     | 2     |     | 3       |
| 35     | Giovanni Brunero     | 1922        | 1924           | 1   |     |     |       | 2   | 3       |
| 35     | Romain Gijssels      | 1931        | 1932           |     | 2   | 1   |       |     | 3       |
| 35     | Achiel Buysse        | 1940        | 1943           |     | 3   |     |       |     | 3       |
| 35     | Fiorenzo Magni       | 1949        | 1951           |     | 3   |     |       |     | 3       |
| 35     | Jo de Roo            | 1962        | 1965           |     | 1   |     |       | 2   | 3       |
| 35     | Emile Daems          | 1960        | 1963           | 1   |     | 1   |       | 1   | 3       |
| 35     | Tom Simpson          | 1961        | 1965           | 1   | 1   |     |       | 1   | 3       |
| 35     | Eric Leman           | 1970        | 1973           |     | 3   |     |       |     | 3       |
| 35     | Andrei Tchmil        | 1994        | 2000           | 1   | 1   | 1   |       |     | 3       |
| 35     | Andrea Tafi          | 1996        | 2002           |     | 1   | 1   |       | 1   | 3       |
| 35     | Peter Van Petegem    | 1999        | 2003           |     | 2   | 1   |       |     | 3       |
| 35     | Oscar Freire         | 2004        | 2010           | 3   |     |     |       |     | 3       |
| 35     | Damiano Cunego       | 2004        | 2008           |     |     |     |       | 3   | 3       |
| 35     | Vincenzo Nibali      | 2015        | 2018           | 1   |     |     |       | 2   | 3       |